# Kirsty Sutherland
Kirsty Sutherland (previamente: Phillips) es un personaje ficticio de la serie de televisión australiana Home and Away interpretado por la actriz Christie Hayes del 19 de junio del 2000 al 2005 y nuevamente del 2008 hasta el 28 de octubre del 2009.

## Biografía
Kirsty quedó impactada cuando se enteró de que Jade, quien creía que era su hermana gemela resultó no serlo, Kirsty y su verdadera hermana, Laura DeGroot fueron cambiadas al nacer. 
Kirsty comenzó una relación con Kane Phillips, el hombre que había violado a su hermana Dani, lo que causó descontento en la familia. Aunque varios intentaron separarlos, en especial Dani, no tuvieron éxito. Debido a la situación, Kirsty y Kane se fugaron y se casaron. A su regreso, todos, en especial Rhys, estaban molestos por lo que había hecho y para que su matrimonio con Kane siguiera y no la separaran de él, Kirsty decidió hacerles creer a todos que estaba embarazada y luego inventó un aborto; sin embargo, la verdad se descubrió y poco después Kirsty de verdad quedó embarazada, pero poco después Kirsty comenzó a sufrir de presión arterial alta y cuando fue llevada al hospital descubrieron que tenía problemas con sus riñones. Después de ser operada Kirsty perdió al bebé que estaba esperando.
Poco a poco la familia comenzó a aceptar la relación su hija con Kane y poco después la pareja renovó sus votos en junio del 2004 el mismo día en que Hayley Smith y Noah Lawson se casaron. Poco después Kirsty volvió a quedar embarazada y esta vez la pareja le dio la bienvenida a su primer hijo, Oliver "Ollie" Phillips.
Después de que la policía decidiera arrestar a Kane por robar dinero, Kirsty decidió huir con él, más tarde después de huir casi por tres años Kirsty decidió regresar a la bahía y quedarse a vivir ahí con Ollie. Kane fue arrestado por robar la casa de Leah Patterson, por robar una joyería y mantener apuntados con una pistola a Ric Dalby y Larry Jefferies. Después de ser arrestado Kane aceptó un trato con la fiscalía para que retiraran los cargos en contra de Kirsty e Irene Roberts, cuando Kirsty se enteró fue a verlo a la cárcel para pedirle que no lo hiciera sin embargo Kane le dijo que se fuera y que continuara con su vida.
Poco después Kirsty comenzó a trabajar en la escuela junto a Miles Copeland y ambos se hicieron muy buenos amigos, pronto la pareja comenzó a salir, cuando las cosas comenzaban a ir bien Kirsty recibió una carta donde Kane le pedía dinero para poder pagar una apelación, aunque al principio no estaba segura Kirsty decidió pedirle dinero prestado a Martin Bartlett, quien comenzó a comportarse de manera extraña con Kirsty primero dándole un masaje, luego invitándola a tomar y por último comprándole una moto, asustada por la situación Kirsty le contó todo a Leah quien le dijo que lo enfrentara. Cuando Kirsty lo enfrentó Martin le dijo que todo estaba bien y que lo entendía pero cuando se enteró de que Kirsty salía con Miles comenzó a ponerse en contra de él y luego cuando Kirsty lo confrontó por su trato hacia Melody Jones la despidió. 
Cuando Miles se enteró del acoso de Martin hacia Kirsty lo confrontó, Martin decidió ofrecerle de nuevo su trabajo pero Kirsty lo rechazó y poco después obtuvo un trabajo en el Sands. Cuando Miles se enteró de que Kirsty había pedido el dinero para Kane se enfureció y decidió separarse un tiempo de ella. Más tarde y gracias a la ayuda de Melody y Jai Fernández quienes estaban conspirando para juntar de nuevo a Miles y Kirsty, la pareja regresó, al mismo tiempo Kirsty le escribió a Kane diciéndole que no le daría el dinero y que seguiría adelante con su vida junto a Miles.
Poco después cuando ambos se arreglaban para ir al baile de la escuela Kane apareció diciendo que había sido liberado, sin embargo Kisrty le dijo que estaba enamorada de Miles, en la noche del mismo día después del accidente del baile Kirsty decidió ayudar a Miles pero en el hospital se quedó a lado de Kane, cuando le dijo a Leah que no sabía que hacer esta le dijo que siguiera su corazón y Kirsty escogió a Miles pero cuando fue a decirle este le dijo que se fuera con Kane lo cual la dejó devastada, Kirsty y Kane se fueron pero pocos meses después Kirsty regresó asustada cuando descubrió que Kane se había llevado a Ollie, Kane le regresó a Ollie y Kirsty y Miles regresaron. Sin embargo cuando Kane regresó de nuevo a la bahía se volvió a llevar a Ollie pero no sin antes golpear a Miles, Kirsty decidió hablar con él y le dijo que su matrimonio había terminado para siempre y Kane decidió irse de la bahía para siempre.
Kirsty obtuvo un trabajo como tutora de Trey Palmer, Miles trató de prevenirla acerca del interés de Trey en ella, sin embargo no le hizo caso, cuando Trey trató de besarla Kirsty decidió dejar de ayudarlo, cuando Miles se enteró la apoyó y la pareja regresó. Trey fue a la policía y dijo que Kirsty había intentado seducirlo, sin embargo la verdad se descubrió y Kirsty fue liberada de los cargos en su contra.
La pareja comenzó a ir muy bien, sin embargo cuando Miles le dijo a Kirsty que quería tener un hijo con ella, la relación comenzó a ponerse tensa, al inicio Kirsty le escondió la verdad a Miles diciéndole que si quería tener un hijo pero tomando pastillas anticonceptivas, cuando Miles se enteró se desilusionó pero después de quedar atrapados en el autobús con la bomba puesta por Trey la pareja habló, después de ser rescatados la pareja mejoró. Cuando Kirsty comenzó a salir con sus amigos de la universidad comenzó a pasar menos tiempo con Miles y cuando Leah la vio con uno de sus amigos, Justin creyó que estaba engañando a Miles y se lo dijo. 
Cuando Miles la confrontó Kirsty molesta por la falta de confianza decidió no decirle que estaba embarazada, sin embargo después le contó y aunque al inicio no estaba segura con la idea de tener un bebé pronto comenzó a acostumbrarse y terminó encantándole.
Más tarde Kirsty y Miles se ofrecieron a cuidar a Harry Holden, el hijo de Tony Holden y Rachel Armstrong, aunque al principio no les fue muy bien al final terminaron sintiendo que serían buenos padres. Sin embargo la felicidad no duró ya que ese mismo día en la noche Kirsty se desmayó debido a meninguitis y envenenamiento de alimentos, cuando fue llevada al hospital tuvo un ataque y perdió al bebé que estaba esperando, Kirsty quedó destrozada y le dijo a Miles que sentía que era culpa de ella porque al principio no quería al bebé. 
Después de ser dada de alta del hospital y llegar a su casa se encerró en su cuarto y comenzó a alejar a Miles, este decidió llamar a la madre de Kirsty, Shelley Sutherland para ayudarlo a darle apoyo a Kirsty, cuando Shelley llegó Kirsty le dijo que aunque amaba a Miles sentía que querían cosas deferentes, esa misma noche después de cenar con su madre, Ollie, Miles y Nicole Franklin, Kirsty lo envió a una reunión en la escuela.
Kisrty tomó a Ollie y se fueron de la bahía para irse con su madre a vivir con el restó de su familia sin decirle nada a Miles, cuando este llegó solo encontró una carta de Kirsty, lo cual lo dejó destrozado.